# Ministerium von Pennsylvanien
Das Ministerium von Pennsylvanien (ab 1781 mit dem Zusatz: An Ev. Luth. Ministerium in North America, 1792: The German Evangelical Ministerium in Pennsylvania and Adjacent States) war kein Ministerium im heutigen Sinn, sondern die erste evangelisch-lutherische kirchliche Körperschaft auf nordamerikanischem Boden. (lateinisch minister ‚Diener‘; hier also im Sinne ‚Diener‘ bzw. ‚Dieneramt Gottes‘)
Das Ministerium wurde am 15. Augustjul. / 26. August 1748greg. nach dem Vorbild der deutschen Geistlichen Ministerien unter Leitung von Henry Melchior Mühlenberg in Philadelphia von Pastoren der Vereinigten Gemeinden gegründet. Es übernahm kirchenaufsichtliche Funktionen wie die Herausgabe von Agende und Gesangbuch, Ordination und Visitation, zunächst in Pennsylvanien, dann auch in benachbarten Kolonien entlang der nordamerikanischen Ostküste.

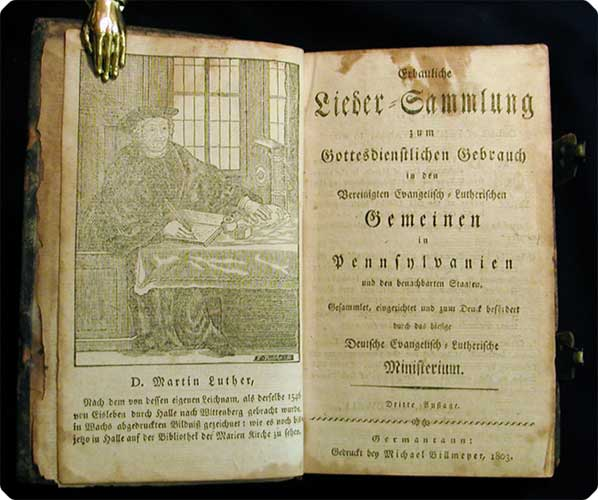
Vom Ministerium herausgegebenes Gesangbuch (1803)

Während zunächst nur Geistliche Mitglied werden konnten, ermöglichte die Verfassungsänderung von 1792 unter Justus Henry Christian Helmuth auch die Entsendung von Laien-Delegierten. Gleichzeitig wurde der Name geändert, da sich inzwischen auch ein Ministerium von New York gegründet hatte.
1820 gehörte das Ministerium, das diesen Namen beibehielt, auch wenn es inzwischen eher den Charakter einer Synode hatte, zu den Mitbegründern der Generalsynode der Evangelisch-Lutherischen Kirche in den USA, einer der Vorgängerinstitutionen der Evangelisch-Lutherischen Kirche in Amerika.
1864 gründete das Ministerium das Lutherische Theologische Seminar von Philadelphia.
Der Name erlosch erst 1962 mit der Bildung der Synode von Ost-Pennsylvanien der Lutherischen Kirche in Amerika (Eastern Pennsylvania Synod, LCA). Die Erinnerung daran wird durch den Lehrstuhl Ministerium of Pennsylvania Chair am United Lutheran Seminary (Philadelphia und Gettysburg) wachgehalten. Gegenwärtiger Lehrstuhlinhaber ist R. Guy Erwin.